# Transformers

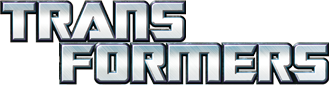
Logo van de franchise

Transformers zijn fictieve buitenaardse robots en de hoofdpersonages uit een populaire en gelijknamige mediafranchise bestaande uit een speelgoedlijn en een groot aantal strips, televisieseries en films. De robots maakten hun debuut in 1984 als speelgoedserie.

## Achtergrond
De Transformers komen van de planeet Cybertron en zijn onder te verdelen in verschillende groepen. De bekendste twee zijn de heldhaftige Autobots, geleid door Optimus Prime, die eigenlijk de leider is geworden sinds Cybertron is verloren, en de kwaadaardige Decepticons, geleid door Megatron. Deze robots kunnen 'transformeren' van robotmodus naar een minder opvallende vorm zoals een voertuig, dier of machine. Dit leverde hun ook wel de bijnaam Robots in Disguise op.
Alle incarnaties van de Transformers zijn gebaseerd op dit kernconcept. Niet alle incarnaties van de Transformers sluiten op elkaar aan of spelen zich af in hetzelfde fictieve universum. De grootste continuïteit staat algemeen bekend als Transformers: Generation 1. Hieronder vallen de eerste televisieserie en de Marvel-stripserie, opgevolgd door een aantal Japanse en Britse spin-offseries.
Er volgden al snel sequels zoals de Generation 2-stripboeken en de televisieserie Beast Wars, die een eigen mini-universum vormden. Generation 1-personages ondergingen tweemaal een herstart met Dreamwave in 2002 en IDW Publishing in 2006. Er zijn ook andere incarnaties van het verhaal gebaseerd op verschillende speelgoedseries. De eerste was de serie Robots in Disguise, gevolgd door Armada, Energon en Cybertron. In 1986 verscheen een animatiefilm en in 2007 de eerste live-actionfilm.

## Generation 1 (1984–1992)
Generation 1 of G1 is de achteraf bedachte naam voor de Transformers-media gepubliceerd tussen 1984 en 1992.
De Transformers-reeks begon met de Japanse speelgoedlijnen Microman en Diaclone uit de jaren 70. De ene serie bevatte verschillende mensachtige figuurtjes en de andere robots die kunnen veranderen. Hasbro kocht de Diaclone-speelgoedlijn en begon samen te werken met Takara. Jim Shooter en Dennis O'Neil werden ingehuurd door Hasbro om een achtergrondverhaal te bedenken bij de speelgoedlijn en O'Neil gaf Optimus Prime zijn naam. (Prime betekent commandant, Optimus is de naam.) Naderhand bedacht Bob Budiansky de meeste van de personages, inclusief hun namen en persoonlijkheden.
Het primaire concept van G1 was dat Optimus Prime, Megatron en hun beste soldaten neerstorten op de prehistorische aarde in de 'Ark' en de 'Nemesis'. In 1984 ontwaken beide groepen en begint hun strijd.
De speelgoedserie sloeg aan en er werd een televisieserie van gemaakt. Deze serie, geproduceerd door Sunbow Productions, volgde Budiansky's verhalen. De serie toonde de Autobots, die op zoek waren naar een nieuwe energiebron, en op Aarde neerstorten door toedoen van de Decepticons. Het idee van de serie werd overgenomen door Marvel Comics, die de Transformers zelfs tijdelijk onderdeel maakte van het Marvel Universum. De televisieserie week na een tijdje echter af van de verhalen van Budiansky.
In 1986 werd de serie omgezet naar een film, getiteld The Transformers: The Movie, die zich afspeelde in het jaar 2005. De film introduceerde de Autobot Matrix of Leadership en de planeet verslindende Transformer Unicron. Stripschrijver Simon Furman begon met een Transformers-stripserie die zich afspeelde na de film.
Het derde seizoen van de serie ging ook verder na de film, en introducerende Quintessons. Ook gaf de serie in het derde seizoen meer duidelijkheid over de herkomst van de Autobots en Decepticons. Optimus Prime, die in de film omkwam, werd aan het eind van het derde seizoen weer tot leven gebracht. Hierna volgde nog een kort vierde seizoen.
In Japan begon men met het maken van vervolgen op de Amerikaanse serie. Deze series negeerden het officiële einde van de Amerikaanse serie en konden worden gezien als nieuwe seizoenen van de Amerikaanse serie. De series waren The Headmasters, Super-God Masterforce, Victory en Zone.

## Spin-offs van Generation 1
De Generation 1-reeks kreeg al snel spin-offs in de vorm van nieuwe speelgoedseries en televisieseries.

### Generation 2 (1992–1995)
Na vijf delen van de G.I. Joe strip in 1993 pakte Marvel Comics de draad weer op voor een nieuwe stripserie rond de Transformers getiteld Transformers: Generation 2. Dit om in te spelen op een nieuwe speelgoedlijn. In de reeks sloten de Autobots en Decepticons uiteindelijk een alliantie, en werd de Liege Maximo geïntroduceerd.

### Beast Wars en Beast Machines (1996–2001)
Beast Wars en Machines zijn twee met de computer geanimeerde series die een vervolg vormen op de originele animatieserie.
In tegenstelling tot de vaak tegenstrijdige verhaallijnen uit de animatieseries en strips van Generation 1, vormden de series Beast Wars en zijn spin-offs een doorlopend verhaal. Het verhaal draait om twee nieuwe groepen: de Maximals en de Predacons. 300 jaar na de grote oorlog (te zien in de originele serie) worden zowel een Maximal-schip als een Predacon-schip per ongeluk terug in de tijd geslingerd. Ze belanden op een primitieve planeet met twee manen en een grote lading energon. De robots in deze serie konden veranderen in organische dieren. Later in de serie werd een van de twee manen vernield en werd onthuld dat de twee groepen op een primitieve Aarde waren beland. Ook werd de 'Ark' ontdekt waar over miljoenen jaren de Autobots en Decepticons uit zouden komen.
In Japan werden twee extra series gemaakt gebaseerd op Beast Wars: Beast Wars II en Beast Wars Neo. De strip Beast Wars: The Gathering verbond deze drie Beast Wars-series aan elkaar, en aan de originele televisieserie.

### Dreamwave Productions (2002–2005)
In 2002 begon Dreamwave Productions aan een nieuwe stripserie gebaseerd op de strips van Marvel, maar ook met elementen uit de televisieserie. In deze serie hebben de Autobots de strijd op aarde gewonnen, maar op weg naar Cybertron wordt hun 'Ark' vernietigd door Shockwave, die nu over de planeet heerst. Vanaf hier gaat het verhaal verder. De serie bestond uit twee zesdelige miniseries en een tiendelige serie. De serie voegde nieuwe complexiteit toe, zoals het feit dat niet alle autobots geloven in de Primus, de corruptie van de Cybertroniaanse overheid en de onthulling dat de Aarde blijkbaar connecties heeft met Cybertron.
De drie Transformers: The War Within-series werden ook gepubliceerd. Deze vonden plaats aan het begin van de grote oorlog. Beast Wars wordt ook gezien als de toekomst van deze continuïteit. Deze serie werd stopgezet na het faillissement van Dreamwave in 2005.

### Cross-overs met G.I. Joe (2003-heden)
In de loop der jaren hebben de personages uit Generation 1 cross-overs gehad met een andere serie van Hasbro: G.I. Joe. Deze cross-overs maakten geen deel uit van de continuïteit van de G.I. Joe-strips. In het verhaal Devil's Due activeerde de terroristische organisatie Cobra de Transformers.

### IDW Publishing (2005–heden)
In 2005 begon IDW Publishing weer helemaal van voor af aan met de Generation 1-personages. Deze reeks bestond uit een aantal miniseries en alleenstaande strips. Dit stelde schrijver Simon Furman in staat zijn eigen Transformers universum te maken zonder rekening te hoeven houden met voorgaande series, een idee gelijk aan Ultimate Marvel.

## Robots in Disguise (2001–2002)
In 2001 verscheen de serie Robots in Disguise. Deze Japanse serie van 39 afleveringen had geen banden met de voorgaande series. In deze serie vochten de Autobots met de Predacons, en waren de Decepticons slechts een extra tak van de Predacons.

## Armada, Energon en Cybertron (2002–2006)
Deze drie series, gezamenlijk bekend als The Unicron Trilogy, werden van 2002 tot en met 2006 uitgezonden. Onderling zijn ze met elkaar verbonden, maar geen van de drie heeft banden met de voorgaande Transformers-series. Sinds Transformers: Armada worden alle series uitgezonden met Nederlandse nasynchronisatie.
In Armada ontdekken de Autobots en Decepticons de krachtige Mini-Cons op Aarde. Energon, dat zich 10 jaar later afspeelde, draaide om de Autobots die de Decepticons ervan moeten weerhouden Unicron weer tot leven te brengen.
In Japan had de derde serie Transformers: Cybertron geen banden met de andere twee series. In de Amerikaanse versie werden een paar plotwendingen aangepast om de serie toch te laten aansluiten op haar twee voorgangers.

## Live-actionfilms

### Eerste film
In 2007 verscheen een live-actionfilm van de Transformers, geregisseerd door Michael Bay en Steven Spielberg en geschreven door Roberto Orci en Alex Kurtzman. De film focust op de Allspark, een grote kubus van energie die mechanisch leven kan maken. In de film is Megatron duizenden jaren terug op Aarde beland en ingevroren. In de film hebben Autobots de gave om te transformeren in een andere machine door die machine slechts te scannen.

### Tweede film
In 2009 verscheen een tweede live-actionfilm van de Transformers: Transformers: Revenge of the Fallen. Hierin komt The Fallen terug om zijn opdracht af te ronden die al duizenden jaren geleden was begonnen.

### Derde film
Op 1 juli 2011 kwam de derde Transformers-film uit in de Verenigde Staten. De Nederlandse première was 30 juli van hetzelfde jaar.

### Vierde film
In 2014 verscheen de vierde film in de serie. "Transformers: Age of Extinction"

### Vijfde film
In 2017 verscheen de vijfde film in de serie. "Transformers: The Last Knight".

### Zesde film
In 2018 verscheen de zesde film in de serie. "Bumblebee". Het is een spin-off van de Transformers films uit 2007.

### Zevende film
In 2023 verscheen de zevende film in de serie. "Rise of the beast". Het is een vervolg op Bumblebee (film) uit 2018.

## Animatiefilms

### The transformers: the movie
The transformers: the movie is een film uitgekomen in 1986 gebaseerd op Transformers: Generation 1 van 1984.

### Transformers Prime Beasts Hunters: Predacons rising
Transformers Prime Beast Hunters: Predacons rising is een film uitgekomen in 2013 en gebaseerd op Transformers: Prime.

## Animated (2007-2009)
Een nieuwe animatieserie getiteld Transformers: Animated verscheen in 2008. In deze serie hebben de Autobots meer de rol van superhelden die behalve tegen de Decepticons ook tegen ander kwaad strijden.

## Prime (2010-2013)
Transformers: Prime is een animatieserie die in november 2010 voor het eerst werd uitgezonden in de Verenigde Staten. Deze serie was ook te zien in Nederland op onder andere Nickelodeon en Netflix en in België bij onder andere 2BE en VTM Kids.

## Rescue Bots (2012-2016)
Dit is de eerste serie die zich richt op jongere kinderen. De serie draait rond vijf Autobots die op Aarde zijn geland en samen met politiechef Charlie Burns en zijn familie een eiland veilig houden van verkeersonveiligheid en andere gevaren.

## Robots in Disguise (2015-2017)
De serie speelt zich af jaren na het einde van Transformers: Prime. De serie is lichter van toon en draait rond Bumblebee die Decepticons moet vangen op Aarde.

## Cyberverse (2018-heden)
Dit is de eerste serie waarvan de afleveringen maar 11 minuten duren in plaats van 22 minuten. Het draait om Bumblebee en Windblade die op Aarde zijn geland, maar Bumblebee is zijn geheugen kwijt geraakt en Windblade moet hem helpen het terug te krijgen.

## Boeken
Auteur Alan Dean Foster schreef 3 boeken over de Transformers:
- Transformers: Ghosts of Yesterday (2007)
- Transformers (boek)|Transformers (2007)
- Transformers: The Veiled Threat (2009)

## Videospellen
Commodore 64
- The Transformers (videospel uit 1986)

Game Boy Color
- Ketō Transformers Beast Wars: Beast Senshi Saikyō Ketteisen (Japan)

iPhone OS
- Transformers G1: Awakening

Microsoft Windows
- Transformers: The Game
- Transformers: Revenge of the Fallen (videospel)
- Transformers: The War for Cybertron
- Transformers: Fall of Cybertron

Nintendo 64
- Transformers: Beast Wars Transmetals

Nintendo DS
- Transformers Animated (videospel)
- Transformers Autobots
- Transformers Decepticons
- Transformers: Revenge of the Fallen Autobots
- Transformers: Revenge of the Fallen Decepticons
- Transformers: Dark of the Moon Autobots
- Transformers: Dark of the Moon Decepticons

Nintendo GameCube
- DreamMix TV World Fighters (Japan)

Nintendo Wii
- Transformers: The Game
- Transformers: Revenge of the Fallen (videospel)
- Transformers: Dark of the Moon (videospel)

PlayStation
- Beast Wars: Transformers (1997)
- Transformers: Beast Wars Transmetals (2004)

PlayStation 2
- DreamMix TV World Fighters (Japan)
- Transformers (videospel uit 2003) (Japan)
- Transformers (videospel uit 2004)
- Transformers: The Game
- Transformers: Revenge of the Fallen (videospel)

PlayStation 3
- Transformers: The Game
- Transformers: Revenge of the Fallen (videospel)
- Transformers: War for Cybertron
- Transformers: Dark of the Moon (videospel)

PlayStation Portable
- Transformers: The Game
- Transformers: Revenge of the Fallen (videospel)
- Transformers: The War for Cybertron
- Transformers: Dark of the Moon (videospel)

Xbox 360
- Transformers: The Game
- Transformers: Revenge of the Fallen (videospel)
- Transformers: The War for Cybertron

## Attractieparken
- Transformers: The Ride